# Boulcott
Boulcott est une banlieue centrale de la cité de Lower Hutt, située dans le sud de l’Île du Nord de la Nouvelle-Zélande.

## Situation
La banlieue est à environ 1 km au nord-est de la ville de Lower Hutt CBD.

## Population
Lors du recensement de 2006 en Nouvelle-Zélande, la population  de la ville de Boulcott était de 2448 résidents.

## Toponymie
Boulcott tire son nom d'Almon Boulcott (1815-1880), qui exploitait une ferme dans le secteur en 1840. Son père John Ellerker Boulcott (en) (1784-1855), était directeur de la Compagnie de Nouvelle-Zélande.

## Histoire
Un conflit armé survint dans le secteur de la ferme de Boulcott en 1846 durant la campagne de la vallée de Hutt (en).

## Installations sanitaires
Deux hôpitaux du secteur de Lower Hutt : hôpital Hutt (en) et hôpital Boulcott (en), sont dans la banlieue de Boulcott.
En 2013, la plus ancienne maison du secteur siégeait dans Fry Street.
Autrefois connue comme The Glebe, elle servait de local à un club de gentlemen au début du XXe siècle[citation nécessaire]

## Éducation
Boulcott a deux écoles :
- Boulcott School[4] : une école d’État, contribuant au primaire, allant des années 1 à 6. Elle a un effectif de 335 étudiants en mars 2019.
- St Oran's College[5] : une école secondaire, presbytérienne, intégrée au public (en), pour filles, allant des années 7 à 13. Elle a un effectif de 508 élèves en mars 2019.
- Les plus proches des écoles publiques intermédiaires (pour les années 7 et 8) sont Naenae Intermediate School dépendant de collège Naenae (en) mais située dans la banlieue d’Avalon vers le nord-est et école intermédiaire Hutt (en) dans la banlieue de la localité de Woburn vers le sud.
- La plus proche des écoles secondaires d’État (allant des années 9 à 13) est le collège Naenae (en) situé aussi dans la localité d’Avalon.